# Abraliopsis lineata
Abraliopsis lineata е вид главоного от семейство Enoploteuthidae.

## Разпространение
Видът е разпространен в Индонезия, Френска Полинезия и Япония.